# 小笛事件
小笛事件（こふえじけん）は、1926年（大正15年）に京都府京都市で発生した4女性の変死事件である。
| 年     | 月日     | 事柄                                                    |
| ------ | -------- | ------------------------------------------------------- |
| 1926年 | 06月28日 | 事件発生。                                              |
|        | 07月01日 | 広川条太郎、検挙される。                                |
|        | 07月12日 | 小南又一郎による法医鑑定。 （他殺説）                   |
|        | 07月13日 | 広川、起訴される。                                      |
| 1927年 | 06月27日 | 京都地裁で一審公判開始。 草刈春逸による鑑定。（自殺説） |
|        | 08月12日 | 中田篤郎による鑑定。（他殺説）                          |
|        | 08月26日 | 三田定則による鑑定。（自殺説）                          |
|        | 09月19日 | 高山正雄による鑑定。（他殺説）                          |
|        | 11月17日 | 矢野春利による鑑定。（自殺説）                          |
|        | 12月12日 | 一審終了。広川に無罪判決。                              |
| 1928年 | 05月18日 | 大阪控訴院で控訴審公判開始。                            |
|        | 09月17日 | 浅田一による鑑定。（自殺説）                            |
|        | 09月22日 | 石川哲郎による鑑定。（自殺説）                          |
|        | 11月30日 | 検察側により無罪論告。                                  |
|        | 12月05日 | 控訴審終了。広川に無罪判決。                            |

6月30日、京都市北白川に住む平松小笛の自宅で、小笛とその娘、そして小笛が預かっていた知人の娘2人が死亡しているのが発見された。現場の様子は小笛が3人を巻き込んで心中を遂げたもののように思われたが、小笛の遺体には索溝が2条あるなど、他殺を疑わせる所見もあった。最初に行われた法医鑑定の結果では小笛の死因が自殺を偽装した他殺とされたため、当局は小笛の愛人であった広川条太郎を検挙した。
しかし、京都地裁で開かれた一審では5人の鑑定人が提出した再鑑定結果が、小笛の死因について自殺説と他殺説の2派に分裂した。結局、1927年（昭和2年）12月12日に下された一審判決では、広川は証拠不十分により無罪とされたが、検察側は控訴した。大阪控訴院での二審では、さらに2人の鑑定人による再々鑑定結果が提出されたが、これは両方とも小笛の死因を自殺とするものであった。これを受けて検察側は、自ら広川の無罪を求める論告をなすという異例の対応を行い、これによって1928年（昭和3年）12月5日、大阪控訴院は再度の無罪判決を広川に言い渡し、事件は終結した。
判決から4年後の1932年（昭和7年）には、推理作家の山本禾太郎が事件を扱ったノンフィクション小説を書いたことでも知られる。

## 背景
1926年（大正15年）当時、京都府京都市上京区（後に分区され左京区）の北白川西町に、平松小笛（ひらまつ こふえ）という47歳の女が住んでいた。小笛は、17歳になる養女のAと2人で、京都帝国大学農学部からほど近い長屋に暮らしていた。その一方で小笛には、兵庫県神戸市の信託会社に勤務する、広川条太郎（廣川條太郞、ひろかわ じょうたろう）という、当時27歳の愛人がいた。小笛は数年前まで出町柳で下宿屋を営んでおり、京大生であった広川はそこに下宿するうち、小笛と関係を持つようになった。やがて小笛は経営難から下宿屋を畳むなど困窮するようになったが、一方で広川も、大学卒業後も小笛との愛人関係を清算できないままでいた。
加えて同時期には、広川は小笛のみならず娘のAとも関係を持つようになっており、これに対し小笛は広川にAと結婚するよう迫った。しかし広川には結婚の意志など毛頭なく、小笛に金を支払って済ますのみであった。経済的に行き詰まり、頼れる係累もなく、さらにはAが心臓弁膜症で長くは生きられないとの診断も受けたため、追い詰められた小笛は周囲に心中の意志を漏らすようになっていた。

## 事件と捜査
6月27日、小笛とAは出町柳の知人宅を訪れ、その家の2人の娘（5歳と3歳）を預かっていった（平松家はこの知人一家と親しく、子供たちを家に泊めることもよくあった）。しかし、その後数日経っても小笛らが姿を見せないことを不審に思った知人は、同月30日に巡査に頼んで小笛宅の鍵を開け、屋内を確かめることにした。そしてそこには、寝床の中で手拭で絞殺されている2人の娘とA、そして鴨居から兵児帯で首を吊っている小笛の4人の遺体があった。
現場には外部からの出入りの痕跡はなく、遺体の様子は一見して、小笛が知人の娘たちを巻き込んで母子心中を図ったもののように思われた。だが、直後に予審判事が行った現場検証では、小笛の遺体には索溝（首を絞めつけられた痕）が2条ある点や、両足が床に着くほどに兵児帯の位置が低い点など、自殺としては不自然に思われる部分が発見された。

### 第1の鑑定（小南鑑定）
予審判事は、遺体をさらに詳しく調査するため、現場検証にも立ち会った京大医学部法医学教室教授の小南又一郎に遺体の法医解剖を命じた。そして小南は、小笛の遺体について次のような鑑定結果を7月12日に提出している。すなわち、
小笛の頸部に認められる（イ）（ロ）2条の索溝は、上部の（イ）溝には皮下出血がまったくなく、下部の（ロ）溝には明らかな皮下出血（すなわち生活反応）がある。これを説明する死亡の機序はいくつかあるが、
- 最初に（ロ）溝の位置で首を括ったが、死にきれず（イ）溝の位置で首を括り直した
  - しかし、（ロ）溝の深い痕からみて死にきれなかったとは考えられない
- （ロ）溝の位置で首を括り、死後に体位が変化して帯が上へ滑り、（イ）溝が形成された
  - しかし、2溝の間の皮膚には何ら変化がなく、また2溝の角度もそれぞれ違い過ぎている

との矛盾もあり、つまりは何者かが（ロ）溝の位置で小笛を絞殺し、その後遺体を鴨居へぶら下げて自殺を偽装したとの仮説が最も合理的である、というものであった。そして、小笛の手足から発見された痣も、襲われた小笛が抵抗した痕跡とみることができる、とした。

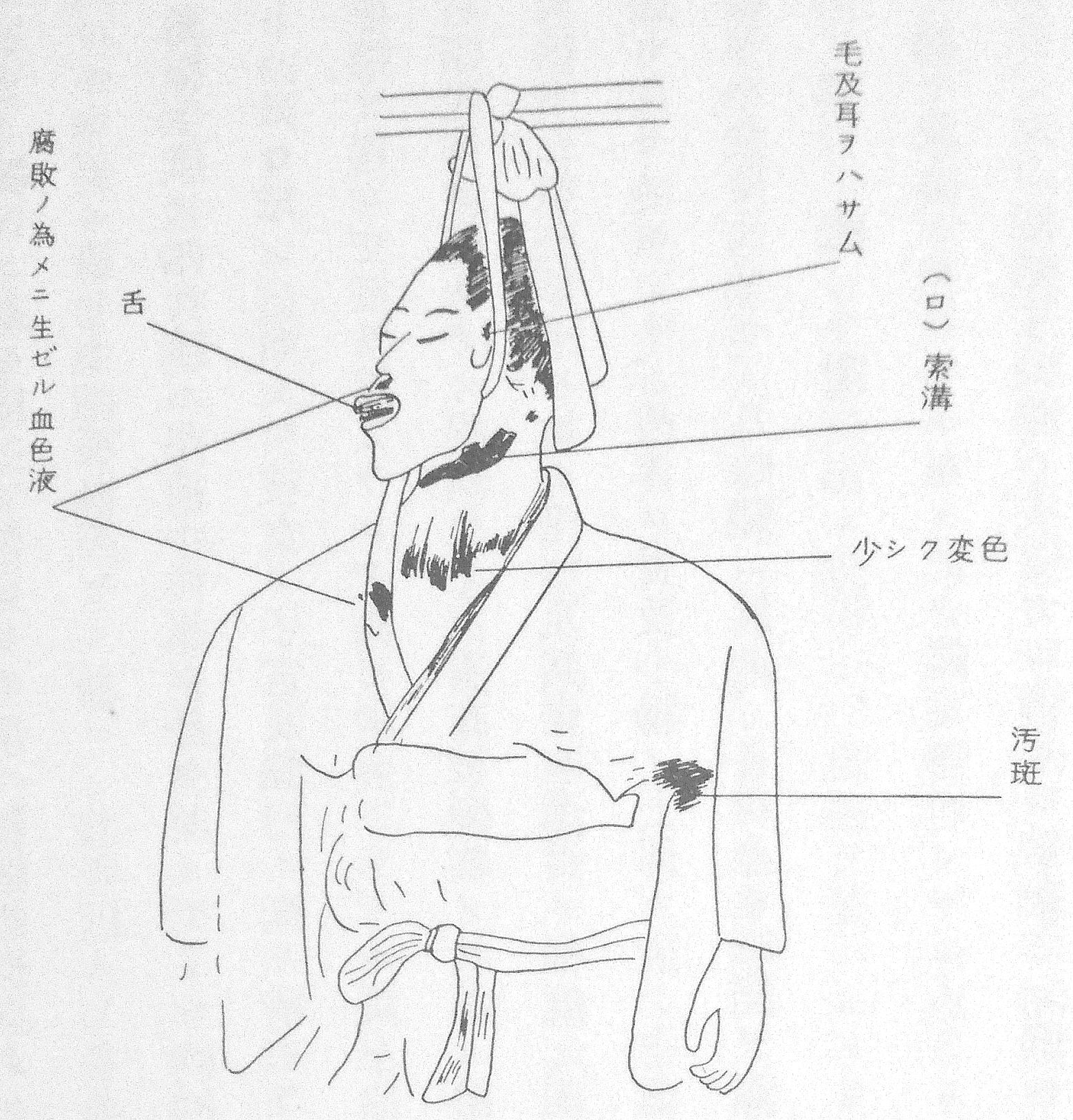
遺体上半身の拡大図（小南鑑定書付図）
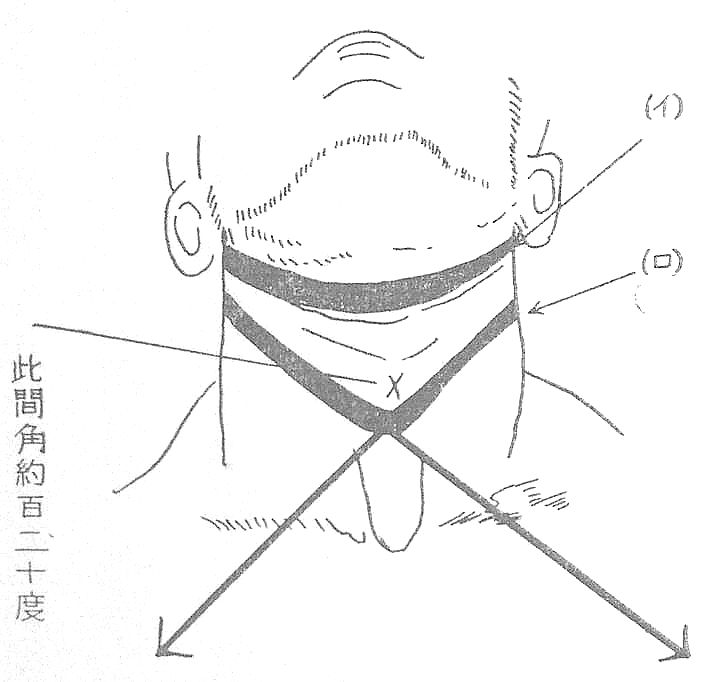
遺体頸部の2条の索溝（イ）（ロ）（高山鑑定書付図。矢印は高山が推定する犯行様態である点に注意）

### 広川への疑惑
遺体の不自然さの他にも当局の疑念を深めたのは、現場から発見された小笛の遺書の1通であった。
この遺書に捺された広川の印、そして「〔A〕は貴方が殺すのですね」との文言から、当局は広川が偽装心中の末に4人を殺害したとの見方をとった（加えて、現場のAの寝床には、広川の名刺も2枚散らばっていた）。
一方、小笛の愛人である広川の存在は、事件当日にはマスコミの知るところとなっていた。そして、神戸の自宅を直接取材に訪れた記者から小笛らの死を聞かされた広川は、すぐさま自宅を出て汽車で京都へ発った。この時、広川は車中で、上司や親族へ宛てて「小生の不德より終に二名の人命を縮め陳謝の辭なし」「從來の恩義深く謝す」といった内容の遺書を書くという行動に出ている。汽車は翌7月1日の深夜0時37分に京都駅へ着いたが、下車した広川は待ち構えていた刑事らにその場で拘束され、そのまま下鴨署へと連行された。

### 取調べ

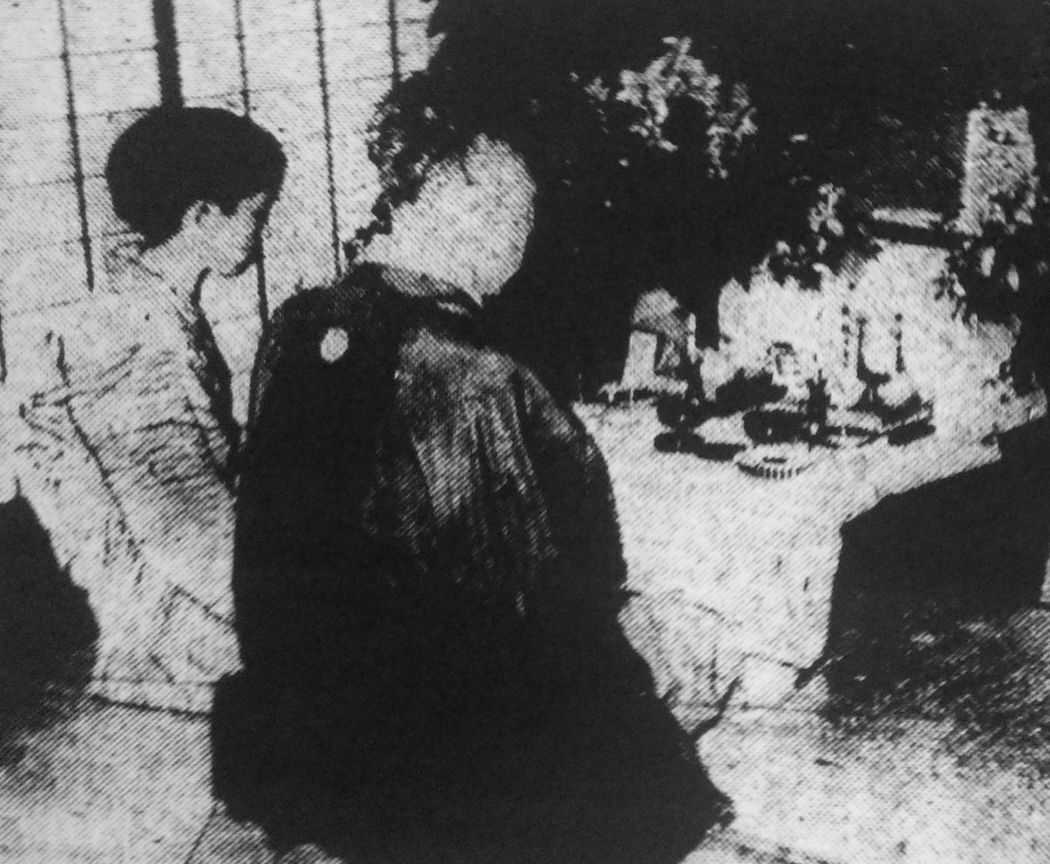
殺害された2児の霊前に座す両親

下鴨署での調べに対して広川は、4人が最後に目撃された日である6月27日に、自分が小笛宅に泊まっていたことを認めた。しかし、自分は同日に4人と食事をとった後、28日の朝5時30分頃に小笛宅を出てそのまま会社へ出ただけである、と主張した。現場の遺書については、鉛筆も用紙も印もすべて自分のものであると認めたが、印は上着のポケットに入れておいたものを勝手に使われたのだと主張した。汽車の中で遺書を書いたのも、発作的な行動に過ぎなかった、と述べた。
しかし、広川が小笛宅を出る際に通ったと主張する裏口には、外側から鍵がかけられていた。また、小南の鑑定では4人は食後7、8時間で殺害されたとされるが、5人が27日に夕食をとったのは19時頃であり、広川が小笛宅を出たと主張する時刻には4人は既に死んでいることになる、という矛盾もあった。一方で、広川は事件後の6月30日に小笛と2人の娘の親に挨拶の手紙を出しているが、これは単なる偽装工作と判断された。

### 予審

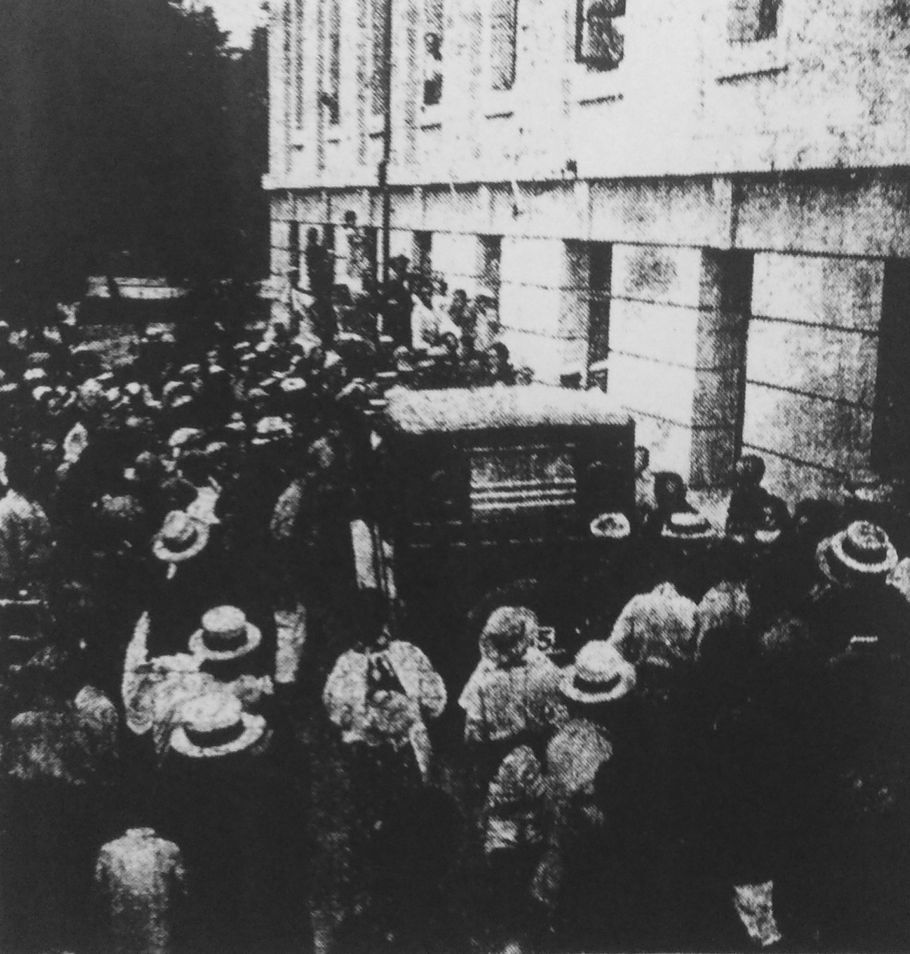
裁判所へ護送される広川に群がる見物人たち

広川は犯行を否認し続けたが、7月13日に殺人罪で起訴された。予審は同月28日から開かれ、弁護人には広川と同じく京大出身の高山義三が就いた（高山は戦後の京都市長であり、高山を広川に引き合わせたのは、広川と同郷の京大生にして後の哲学者、佐藤道太郎であった）。
1927年（昭和2年）3月8日の予審第6回になって、広川はそれまで19時としていた6月27日の夕食時刻を、20時30分に変更すると申し立てた。しかし、これは小南鑑定による死亡推定時刻と、自身の出立の時刻との矛盾を誤魔化すための弁解と疑われた。一方で広川の知人や上司は、事件後の広川に変わった点は何も見られなかった、と広川に有利な証言を行った。また、殺害された2児の両親すら報道に対し、「広川さんは私共の考へではどうしてもこんなことの出来る人のやうにも思へません」と語っている。
だが予審判事はこれらを認めず、広川を殺人罪と自殺幇助罪について公判に付す、と4月11日に決定した。

## 一審
一審公判は、事件発生から丁度1年後となる1927年6月27日から、京都地裁で開始された。弁護側は、小笛の死因を他殺とした小南鑑定について激しく争い、京大医学部講師の草刈春逸による意見書を提出するとともに、大阪医科大学教授の中田篤郎、東京帝国大学医学部教授の三田定則、元京大医学部教授の岡本梁松の3博士による再鑑定を、裁判所に申請した。裁判所はこの要請を容れ、鑑定を辞退した岡本の代わりとして九州帝国大学医学部教授の高山正雄を加えた3博士に再鑑定を命じた。

### 第2の鑑定（草刈鑑定）
草刈の提出した意見書は以下のような内容であった。すなわち、そもそも絞殺体の索溝というものはほぼ胴体に水平に、首の周りをむらなく囲んでいるのが定型であり、この時点で（ロ）溝は絞殺痕の定型ではない。非定型的な絞殺痕が形成される可能性はいくつかあるが、
- 前方から帯を押しつけた場合
  - この方法では絞殺は困難であり、（ロ）溝のように深い索溝も残らず、また力のかかり方から索溝も水平にならざるを得ない
- 首に背後から帯を回し、犯人が身体を背負って締め上げた場合
  - この場合、2人の体勢から考えて生じるはずの頭髪の乱れが、小笛の遺体にはみられない
- 柔道技のように襟で締め上げた場合
  - （ロ）溝は明らかに襟などで形成されうる形状をしていない
- 普通に絞殺したが、後頚部に襟や頭髪が入り込んだため索溝にむらができた
  - これも上と同様、小笛の遺体には頭髪の乱れがなく、襟による痕もない

となり、絞殺痕としてはいずれの仮説も成り立たない。
このように草刈は他殺説を真っ向から否定し、小笛は（ロ）溝で首を括り自殺したと結論付けた。これを否定する小南鑑定の反論については、そもそも帯が（イ）溝まで滑ったならば2溝の角度は違っていて当然であり、また小南も認めているような遺体の腐敗の激しさからすれば、2溝の間の皮膚に異常がないと断定はできない、とさらに反論した。そして、そもそも柔らかい布では索溝から生活反応が表れないことはままあり、皮下出血がない点を以て（イ）溝が死後に形成されたと断定することもできない、と述べた。

### 第3の鑑定（中田鑑定）
次いで8月12日、大阪医大教授の中田による鑑定結果が提出された。鑑定書では中田は草刈と同じく、帯が（ロ）溝から（イ）溝まで滑ったと仮定するならば、2溝の角度は違っているのが当然であり、間の皮膚も布が擦った程度では異常が生じないこともある、として小南鑑定を否定した。また、小南が食後7、8時間とした死亡推定時刻も、学術上適当ではあるが、自身の経験からは食後10時間以上経っていることも考えられる、とした。
しかし、（ロ）溝の形状について中田は、経験から判断するに前頸部で帯を交差させながら下方向へ絞めたもののように思われるとし、後頚部の索溝は浅いうえに腐敗で紛れてしまったのだとした。小笛の頭髪に乱れがない点についても、絞殺体だからといって必ずしも頭髪が乱れるとは限らない、とした。そして、そもそも（ロ）溝のように帯が首の中ほどで停止することは、引き解け結びを使用した場合にはあり得ても、本件のように両端を固定した帯を輪状に結ぶ方法では決して起こり得ない、と指摘した。以上の点から中田は、小笛は絞殺された後に自殺体を偽装されたものと結論した。

### 第4の鑑定（三田鑑定）
次いで同月26日、東大教授の三田による鑑定結果が提出された。三田は草刈と同じく、（ロ）溝が前頸部のみに存在し、その角度も水平ではないことを指摘し、このように縊死痕の定型を示す（ロ）溝を絞殺痕であるかのように扱う小南鑑定は「細論吟味スルノ要ナシ」と一蹴した。
三田は、首吊り時の一般的な所見として、頸部圧迫により意識が喪失してしばらく後に全身の痙攣運動が発生することを挙げる。そして、小笛の身体は両足が床に着くほどに低い位置にあったことを指摘し、小笛は（ロ）溝の位置で首を圧迫した際に意識を失い、その後四肢の痙攣により足が床を蹴り上げたため、帯が一時緩んで（イ）溝の位置まで移動した、と推測した。2溝間の皮膚に異常がないのも、帯が（ロ）溝から（イ）溝まで直接移動したため当然である、とした。そして、（ロ）溝にみられる激しい皮下出血も、痙攣で帯が緩んだ際に急激に首の圧迫が弱まったとすれば説明がつく、とした。小南が襲われた小笛の抵抗の痕であるとした手足の痣も、痙攣の際に手足が周囲のものにぶつかって形成されたものにすぎない、とした。以上のことから、三田は小笛の死因を自殺と断定した。

### 第5の鑑定（高山鑑定）

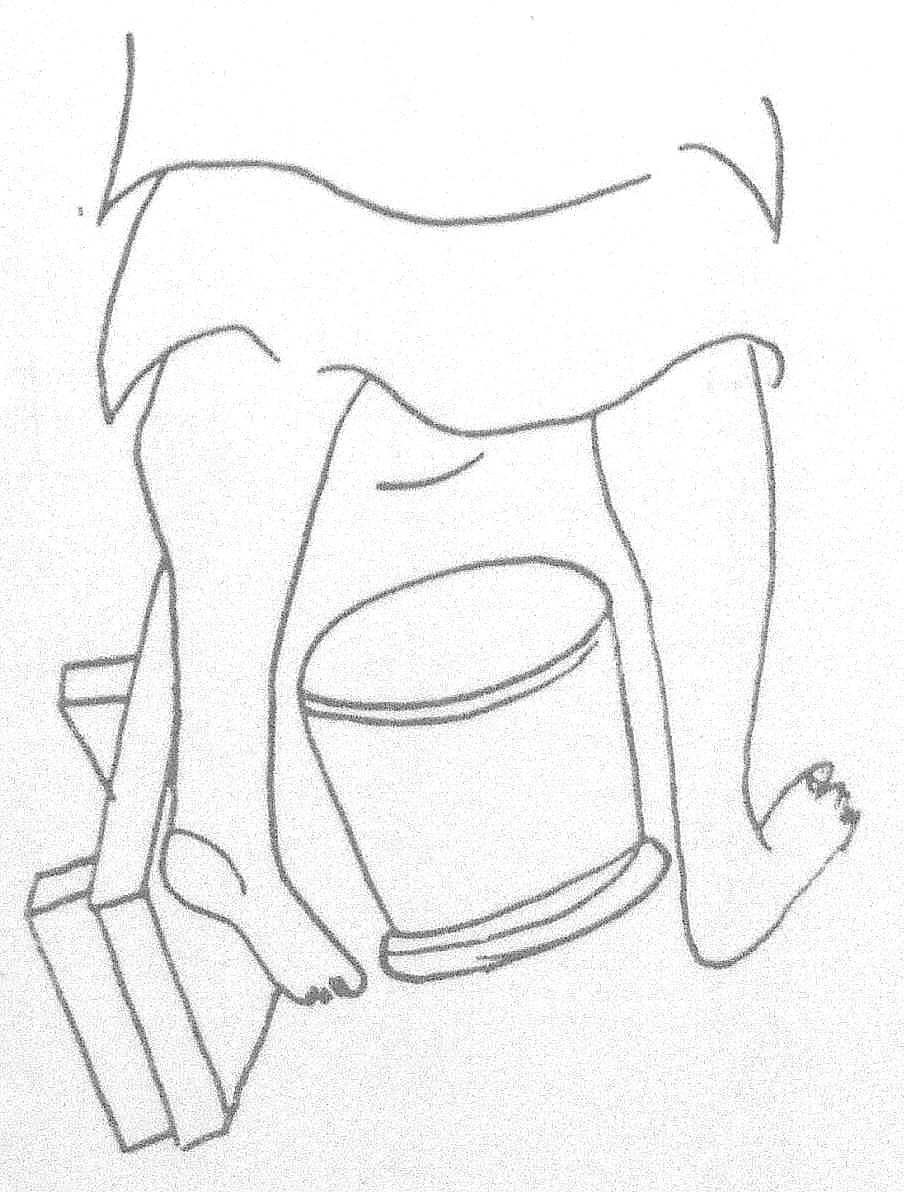
小笛の足許の状況（矢野鑑定書付図）

次いで9月19日、九大教授の高山による鑑定結果が提出された。高山は、小笛の遺体の足許にあった火鉢とまな板に注目した。この火鉢は高さ約30センチメートルに過ぎず、加えて帯も床に足が着くような長さであるならば、火鉢とまな板を踏み台にして跳び下りたにしては（ロ）溝の皮下出血が激し過ぎる、と高山は指摘した。また遺体の姿勢に関しても、本件のように尻を突き出して両膝を曲げつつ片足は爪先立ちし、さらに両脚の間に火鉢がくるという様態は、自殺の場合には決して起こり得ないものである、と主張した。加えて、高山は日本国外での縊死体の研究例を引き、（ロ）溝の位置に索溝が生じる割合はマシユカの研究では160例中1例、ベルリン法医学教室の研究では169例中9例と極めて稀であり、甲状腺腫などを患っていない限り索溝が（イ）溝の位置を外れることもまずない、と述べた。
以上のように高山は小笛の自殺の可能性を否定し、中田と同様、小笛は首に巻かれた帯を下方向に引き結ばれて絞殺されたと鑑定した。後頸部に索溝がみられない点についても中田鑑定と同様に、腐敗により消失したか、あるいは後頸部に挟まったのが髱の部分であったため、頭髪に乱れが生じなかったのだとした。

### 第6の鑑定（矢野鑑定）
これら数々の鑑定の他にも、弁護側は縊死の研究者である地元の警察医、矢野春利による鑑定を裁判所へ申請している。裁判所はこの必要を認めなかったが、矢野は弁護側の依頼に基づき、11月17日に独自の鑑定書を提出した。
矢野の鑑定では、小笛は踏み台に乗ったまま首を圧迫し、その場で意識を失い（ロ）溝が生じたとされる。その後、全身の痙攣から小笛の身体は踏み台から滑り落ち、帯が上へ滑って（イ）溝が形成されたとする。この推定ならば、2溝の太さの違いや奇妙な遺体の姿勢、そして脚の痣（踏み台のまな板が跳ね上がってぶつかったとする）などの点にすべて説明がつく、と矢野は主張した。矢野は小笛の死因を自殺と断定し、小南・中田・高山鑑定にはいずれも科学的根拠がないと批判した。

### 検察側論告
以上の多様な鑑定書が提出された後、検察側は同月19日に開かれた第3回公判において、検察側による論告求刑が行われた。
検察側はまず、事件前日の夕食時刻について、広川が予審半ばまで一貫して19時頃であると述べていたものを、小南鑑定が出された後になって20時半頃と変更した不自然さを指摘した。6月30日に広川が小笛に出したとされる手紙についても、今までほとんど小笛に手紙など書かず、「小笛が神戸に来ては困るので自分が京都に出向いている」と公言していたはずの広川が、「皆さんお誘ひの上でお遊びに御出でて下さい須磨へ御案内致します」などと書いている点からしても、偽装工作であることは明らかとした。
小笛の死因を自殺とした三田鑑定については、同月に九大法医学教室で開かれた法医学会でこの問題が議論の対象となったが、誰一人として三田の主張に賛同する者はいなかった、としてその信頼性を否定した（実際には、この学会には草刈も出席していたが、草刈は裁判中の事件について論評することをよしとせず、他殺説にあえて反論しなかった）。そして、小笛は共に情死するという広川の言葉を信じたがために、ほとんど抵抗することなく殺害されたのである、とした。
他の3人の犠牲者についても、やはり全員が広川によって殺害されたとした。Aについては、上掲の遺書で小笛が広川に殺害を依頼している反面、他の遺書には「ニモツヲトツテキテ〔A〕ニヤツテクダサイ」などと、Aの生存を念頭に置いた記述がある点を指摘した（注参照）。検察側は、後者こそ最後に書かれた小笛の本心であり、小笛にはAを殺害する意思はなかったと主張した。そして、Aの寝床に散らばった広川の名刺が、広川の犯行を指し示している、と論告した。
以上の論告に基づき検察側は、広川が小笛と情死を約束するに至った経緯には酌むべき事情があるものの、他の3人の殺害については何ら同情の余地はないとして、広川に死刑を求刑した。

### 弁護側論告
検察側が2時間半に渡る論告を終えた後は、弁護側もやはり2時間以上に渡って広川の無罪を求める論告を行った。
小笛が自己中心的で自己愛の強いヒステリー気質である、との評判は周囲も同意するところであり、内気なAと広川は小笛に支配される関係にあった。この点から弁護側は、小笛のAに対する愛情や知人の娘たちへの可愛がりは正常な形のものではなく、よって3人を殺害したのも小笛当人に他ならない、と主張した。上掲遺書の文面についても異議を挟み、そもそも広川が現場に居合わせたなら「死ぬ言うて嘘言うたらいかぬよ……」以下の文言は口で伝えればよく、遺書に書く必要もないと指摘した。また、2人分の署名を両方とも小笛が書いている点も疑問視し（注参照）、そもそも広川が犯人であれば、明らかに自分が疑われるような遺書や名刺を現場に残しておくはずがない、と訴えた。
法医鑑定の結果については、弁護側は三田鑑定を全面的に支持した。高山鑑定については、（ロ）溝を絞殺痕と主張するのに頸部の腐敗を持ち出しながら、2溝間の擦過痕については腐敗の影響を無視している点、皮下出血がないことを理由に（イ）溝を死後のものとしている点、文化や家屋の構造も異なる国外の縊死例を判断材料としている点などを批判した。さらに、高山の推定する犯行様態では犯人が小笛に馬乗りにならねばならず、これは広川による嘱託殺人という検察側の主張と矛盾する、と反論した。中田鑑定についても、帯の位置一点張りの他殺主張は、すでに矢野鑑定によって論破されていると批判した。死亡推定時刻についての種々の検討も、食物の消化時間に学問上の定説が未だないため無意味である、とした。

### 一審判決

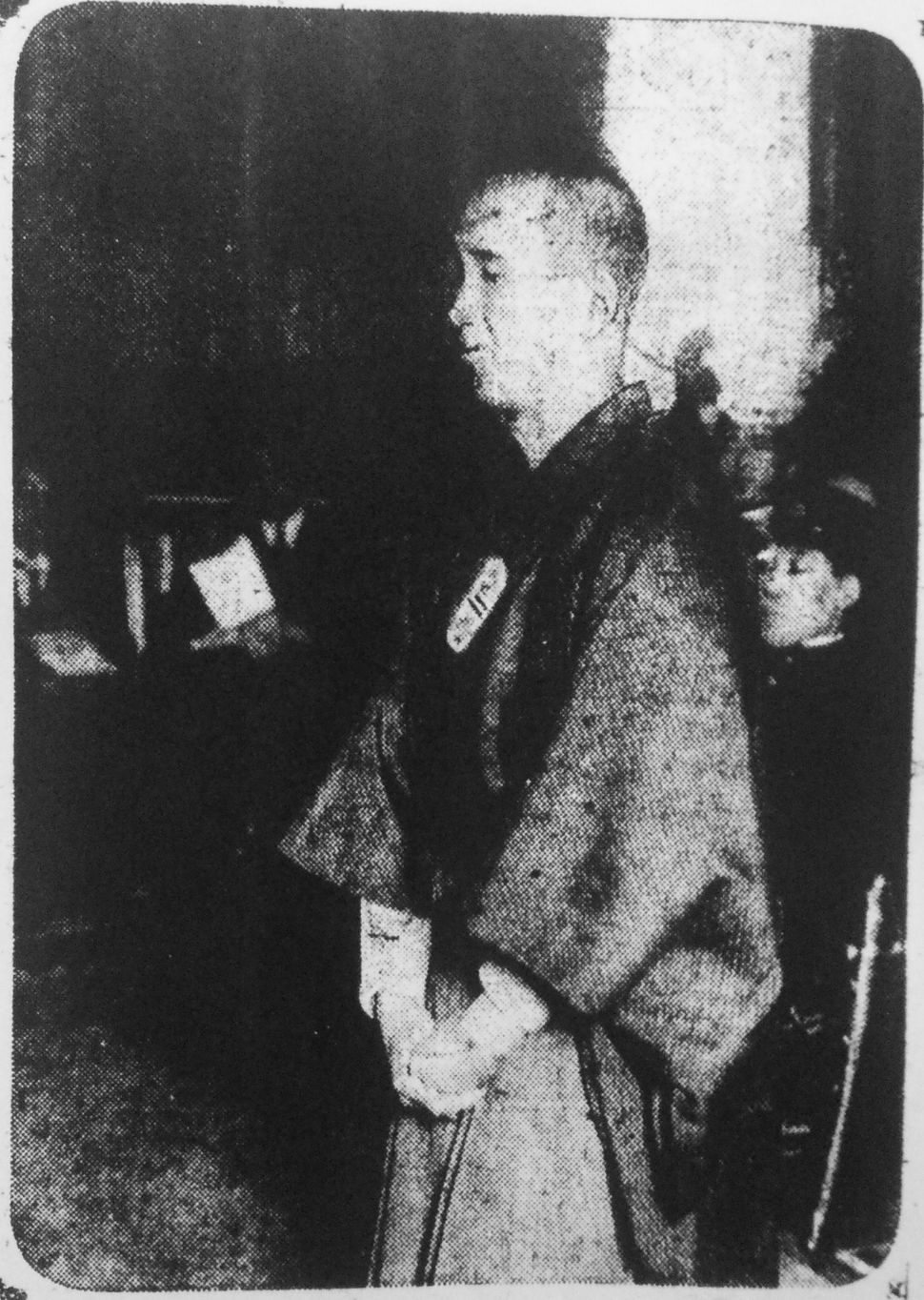
一審判決言渡しの際の広川

審理が終了し、橘川喜三次裁判長以下の京都地裁刑事部は、12月12日に判決に達した。
判決に曰く、小笛の遺書に使用された用紙、筆記具、印、そして現場の名刺は、そのすべてが広川の自宅に保管されていたものであった。しかし小笛が広川の自宅に頻繁に出入りしていた事実を考えれば、小笛が広川を陥れるためにそれらを持ち出し、現場に遺した可能性は排除できない。広川が4人の死亡時に現場にいたとする鑑定結果についても、各鑑定人はそれぞれ死亡推定時刻を正確に特定することが困難である旨認めているため、採用に足る根拠とはなり得ない。争点となった小笛の死因については、小南・中田・高山3鑑定が他殺説を採るのに対し三田鑑定が自殺説を採るが、三田鑑定と他の3鑑定の対立点はそれぞれ食い違い、他殺説を支持する要素は多々あるものの、自殺説を退ける確たる根拠もまた存在しない。
以上の点から、本件は学会を代表する権威らが集結しながらも、小笛の他殺の可能性については強い疑義を差し挟まざるを得ず、被害者らの死因についても断定を下すことができないため、証拠不十分につき被告人を無罪とする、と判決は結論した。

## 控訴審
大阪控訴院での控訴審は、事件から2年近くが経過した1928年（昭和3年）5月18日に公判が開始された。同月26日には4度目の現場検証も行われ、6月11日の第2回公判においては検察側から遺体の再々鑑定申請が出された。これを受けて裁判所は、検証調書と小南鑑定書を資料として、長崎医科大学教授の浅田一、そして東北帝国大学医学部教授の石川哲郎の両名に遺体の再々鑑定を命じた。

### 第7の鑑定（浅田鑑定）
長崎医大教授の浅田による鑑定結果は、9月17日に提出された。その鑑定は矢野鑑定と同様、小笛が踏み台上で首を圧迫した際に（ロ）溝が生じ、その後全身の痙攣によって身体が踏み台からずり下がったところで（イ）溝が形成された、というものであった。手足の痣は痙攣の際にまな板、あるいは鴨居付近の障子にぶつかって生じたものとされ、（ロ）溝の皮下出血が激しい点も、三田鑑定と同じく急激に首が圧迫から解放されたためとした。また、尻を突き出して両腿を内転させ、肩をいからせるという一見不自然に見える遺体の姿勢も、他殺体の偽装では決して生じ得ず、自死の証明であるとした。

### 第8の鑑定（石川鑑定）
東北大教授の石川による鑑定結果は、同月22日に提出された。そして石川もまた、小笛が踏み台上で首を圧迫した際に（ロ）溝が生じ、その後全身の痙攣によって身体が踏み台からずり下がったところで（イ）溝が形成された、と死因を推測した。そして、小南鑑定が疑問とした（ロ）溝の角度や2溝間の皮膚の問題も、上のような推定をなせばすべて矛盾なく説明できるとした。（ロ）溝の激しい皮下出血や手足の痣についても、浅田鑑定と同様の説明を加えた。

### 検察側の無罪論告
この2つの鑑定結果を受けて、小笛の死因についての見解は他殺説（小南・中田・高山）と自殺説（三田・浅田・石川）が3対3で拮抗することとなった（非公式の草刈・矢野鑑定も含めると5対3で自殺説が優勢となる）。全国6大学の権威が集結した裁判に、世間や学会の耳目が集まるなか、検察側の論告求刑は11月30日に行われた。ところが、立会検事の角谷栄次郎が行ったのは、次のような論告であった。
検事控訴の事件で検事が無罪論告をなすという、日本の司法史上かつてない事態であった。これについて、弁護側は論告を辞退するとともに角谷の態度を称賛し、同日中に広川は大阪刑務所の未決監から解放された。記者の取材に対し広川は、「國家の裁判は正しい、最初からかうした日の必ず來ることを確信してゐました」と語り、「冤囚の 壁にしみこむ 祈りかな」と一句詠んだ。そして、5日後の12月5日、渡辺為三裁判長以下の大阪控訴院第三刑事部は、証拠不十分につき広川に無罪判決を言い渡した。

## その後
広川の無罪判決後、小南は取材に対して「私は世間から大變誤解されてゐるが、私はまだかつて廣川が犯人だといつたことはない」「小笛が殺されたにしたところで廣川が犯人と決まらない」と弁解した。これについて、早くから小笛の自殺を主張していた医学者の田中香涯は、犯人の追及が法医学者の役割でないのは当然で、今さらになって小南がこのように発言するのは「輕忽のテレ隱しで、笑止千萬の沙汰」「小笛の死を他殺と鑑定した法醫學者は最高學府の敎授たる權威を自ら失墜し、且つ法醫學其者の權威をも損失せしめ」たと批判した。
三田はその後事件を回顧して、縊死様態において
- 首を吊った場合はその瞬間に直ちに意識を失うこと
- 首吊りのしばらく後には全身に激しい痙攣が起こること
- 未だ血液の循環がある状態で條索が外れた場合、圧迫されていた部分には皮下出血が起こること
- 反対に、死後まで條索が首を圧迫した場合、その部分には皮下出血がまず発生しないこと

の4点は決して忘れてはならない常識であり、この「緊要なる事實の全部を多數の他殺論者は、恰も申し合わしたるが如く揃ひも擧つて忘却したる」と強く批判した。そして、「此の如きは法醫學を學んだことの無き素人には、或は考へらることであるかも知れないが」、「大失態は、單に之に止まらず更に又之に劣らざる大失態は、他殺論者は、縊死の際に烈しき痙攣の起ると云ふことを爪の垢程も考量せざりしこと之れである」とも述べている。
後に事件を分析した東大医学部教授の上野正吉は、小南鑑定には傷に生活反応がない点を以て死後の受傷とするという完全な思い違いがある、と批判した。また、中田は後に自殺説について、日本人は縊死の際に懸垂と同時に踏み台から降りることが多いので、踏み台の上で意識を喪失して身体が痙攣することはない、と反論している。これについても上野は、確率を論ずるだけで実例には結び付かない無意味な論である、と批判した。上野は、他殺論者の理屈には「法医学上許され難い誤りがある」としているが、犯人が息がなくならないように小笛の首を絞め、痙攣が表れないうちに帯に吊り下げるという方法をとるならば、本件の様態の場合でも他殺は可能である、と論じてもいる。
その後、小南が事件について語ることはほとんどなかった。小南に対して投げかけられた種々の非難について、小南の門下生である中国管区警察学校講師の香川卓二は、「その後に発刊せられた雑誌や書物のうちには自殺説の学者が〔中略〕本人の前では語り得ないような挑戦的な文句で他殺論者を誹謗しているもの等があって心あるものの顰蹙を招いている」と嘆いている。

## 山本禾太郎の『小笛事件』
広川の無罪確定から4年後の1932年（昭和7年）7月6日から12月28日にかけて、神戸新聞と京都日日新聞の紙上において『頸の索溝』（くびのみぞ）と題した連載小説が掲載された。作者の山本禾太郎は元裁判所書記官であり、「窓」「小坂町事件」「長襦袢」など、実在事件に取材した探偵小説の作家として知られていた。事件の弁護人であった高山と親しくしていた山本は、高山から提供を受けた資料に基づいて事件の一部始終を書き、この連載は1936年（昭和11年）に『小笛事件』と改題して単行本化もされた。

### 好意的評価
この小説は連載当初から読者の好評を博し、同時代の作家たち、森下雨村からは「小説と記録の中間を縫うて、飽くまでも事実を離れず、しかも探偵小説以上の――或はいかなる探偵小説にも求め難い――興味を覚えさしめる」、江戸川乱歩からは「正確なる専門的智識と、作者としての情操とを傾けて書卸されたこの著作は、日本犯罪史の一つの文献として、長く保存さるべき性質のものである」と評価された。一方で甲賀三郎は、全体的には『小笛事件』を評価するものの、「作者の非難がやゝもすると小南博士に向けられ勝ちなのは、少し考えもの」「厳正中立で冷静なるべき作者が、最初からやゝ片寄った意見を持ってゐる」との批判も寄せている。
後世の評価では、評論家の中島河太郎が「戦前の探偵小説としては、甲賀三郎の『支倉事件』と並ぶ収穫」、編集者の戸川安宣が「戦前随一と言っていいノンフィクション・ノヴェルの傑作」と高評価を与える。歴史家の細川涼一は、「島田荘司『秋好事件』や佐野眞一『東電OL殺人事件』の戦前における優れた先蹤として、記憶されるべき作品」と評価している。また、かつて山本に資料を提供する側であった高山は、後の回顧録では『小笛事件』について「もっとも事実に忠実で良心的に調べられている」と評価し、回顧録の資料として全面的に依拠するまでに至っている。

### 批判的評価
その一方で評論家の山下武は、『小笛事件』には重要な疑問、すなわち「なぜ小笛は知人の娘たちまでも道連れにしたのか」という謎についての解答がない、と指摘する。山本は作品中で「高山弁護人は動機を突き止めたが、道義的理由から口外しなかった」と説明するが、山下は、山本のこの説明は探偵小説の否定であり甚だしく読者を愚弄するもの、と批判した。さらに、そもそもカタカナしか書けないような小笛が、かくまで謎多き事件の黒幕であるとは信じ難いとも指摘した。
さらに山下は、『小笛事件』執筆後の山本がドキュメンタリー小説から離れて初期の幻想文学路線へ回帰していったことを指摘する。山本の関心は当初から「不自然な謎解きパズルに過ぎない」探偵小説などにはなく、ありふれた日常に待ち受ける陥穽（本作の場合は殺人容疑）という生の神秘的暗黒面にあった、と山下は述べる。そして、獄中の広川についての心理描写が浪花節のように感傷的なのも、山本が書こうとしたのが大仰な『巌窟王』的裁判劇に過ぎなかったためである、と山下は批判した。
しかし以上のような山下の批判について細川は、山下の唱えるものは事実上の広川犯人説であり、さらに山下が「浪花節」と揶揄した広川の心理描写も、その表現は広川自身の手記に基づくものであって山本の創作ではない、と反論している。そして細川は、山下による『小笛事件』批判は自身の調査不足を棚に上げた言いがかりに過ぎない、と強く批判している。